# Luca Stulli

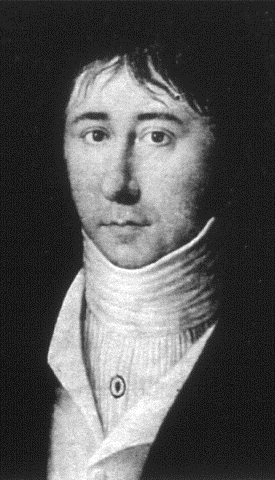
Luca Stulli (1772-1828)

Luca Stulli (Luka Stulić, ur. 22 września 1772, zm. 1828) – lekarz i uczony pochodzący z Raguzy (Republika Dubrownicka, obecnie Chorwacja), który znany jest z pionierskich badań nad dziedzicznymi chorobami skóry.
Studiował medycynę na Uniwersytecie Bolońskim i ukończył je w 1786. Praktykował w rodzinnym mieście. 
Jego praca naukowa o Mal de Meleda należy do klasycznych pozycji dermatologicznej literatury naukowej.

## Prace
- Trattenimento Accademico per i signori Marino di Pozza, Luca Stulli, Giovanni di Natali, Giovanni Dinarich studenti di Filosofia il primo anno del loro corso nel Collegio delle Scuole Pie il dì 31. Maggio 1791. Ragusa : Andrea Trevisan, 1791
- A perpetua onoranza del dottor Luca Stulli di Ragusi Prose e versi, Stulli, Luka
- Prose e versi ad onore del dottor Luca Stulli di Ragusa, Ferruccio, Michele 1829